# 히메마쓰촌
히메마쓰촌(姫松村)은 1955년까지 미야기현 구리하라군 중부에 있던 촌이다. 현재의 구리하라시에 해당한다.

## 연혁
- 1889년 4월 1일 - 정촌제 시행과 함께 구리하라군 히메마쓰촌이 성립하였다.
- 1955년 4월 1일 - 구 호라이 · 가타코자와 촌역(14.5평방km, 2,485명)인 이와가사키정, 오마쓰촌, 구리코마촌, 도야사키촌을 합병해 구리코마정이 되었고, 구 오자와 촌역(15.01평방km, 1,980명)의 일부인 이치하사마정, 가네다촌, 나가사키촌과 합병해 새로운 이치하사마정이 되었다.

## 인물
- 고토 후사노스케(後藤房之助) - 야코다 유키나카 유키나카 군 조난 사건에서의 생존자.당촌 출신으로 나중에 마을 의원도 지냈다.

## 참고서적
- 『미야기현 정촌 합병지』(미야기현 지방과, 1958)